# Ascendead Master
ASCENDEAD MASTER – czwarty singel zespołu Versailles, wydany 24 czerwca 2009 roku. Jest to również ostatni singel zespołu, w nagraniu którego brał udział basista Jasmine You. Zarówno ASCENDEAD MASTER i Gekkakō zostały zawarte w albumie JUBILEE.
Versailles stworzyli piętnastominutowy film, który dołączyli do DVD. Jest on podzielony na trzy akty. Każda limitowana edycja zawiera inny utwór instrumentalny użyty w filmie, a każda limitowana edycja DVD zawiera jeden akt filmu, a także klip promocyjny do utworu tytułowego.

## Lista utworów
Regularna edycja
| Nr | Tytuł                                 | Autorzy tekstów | Muzyka | Czas |
| -- | ------------------------------------- | --------------- | ------ | ---- |
| 1. | "ASCENDEAD MASTER"                    | Kamijo          | Hizaki | 5:52 |
| 2. | "Gekkakō" (jap. 月下香)               | Hizaki          | Hizaki | 4:43 |
| 3. | "DESCENDANT OF THE ROSE" (SOUNDTRACK) |                 | Kamijo | 1:48 |

Limitowana edycja I
| Nr | Tytuł                  | Autorzy tekstów | Muzyka | Czas |
| -- | ---------------------- | --------------- | ------ | ---- |
| 1. | "ASCENDEAD MASTER"     | Kamijo          | Hizaki | 5:52 |
| 2. | "HALLWAY" (SOUNDTRACK) |                 | Kamijo | 1:55 |

Limitowana edycja II
| Nr | Tytuł                  | Autorzy tekstów | Muzyka | Czas |
| -- | ---------------------- | --------------- | ------ | ---- |
| 1. | "ASCENDEAD MASTER"     | Kamijo          | Hizaki | 5:52 |
| 2. | "PILGRIM" (SOUNDTRACK) |                 | Kamijo | 1:45 |

Limitowana edycja III
| Nr | Tytuł                   | Autorzy tekstów | Muzyka | Czas |
| -- | ----------------------- | --------------- | ------ | ---- |
| 1. | "ASCENDEAD MASTER"      | Kamijo          | Hizaki | 5:52 |
| 2. | "COVENANT" (SOUNDTRACK) |                 | Kamijo | 1:30 |